# На поточку-м прала
«На поточку-м прала» — бойківська жартівлива родинно-побутова українська народна пісня. У пісні йдеться про нерівне подружжя старого чоловіка та молодої дружини.
Пісня була дуже популярна у 1950-ті роки, була в репертуарі багатьох артистів. Була видана на платівках фірми "Мелодія" 1960 року у виконанні закарпатської співачки Ольги Прокоп, а 1961 - Поліського народного хору "Льонок" під керівництвом Анатолія Авдієвського.
1955 року Степан Сабадаш використав перший рядок пісні при написанні пісні "Марічка"
|  | Мене часто запитують про рецепт написання «Марічки». Він досить простий... за основу нової пісні взяв закарпатську «На поточку-м прала», яка мала цікавий колорит і була тоді шалено популярною. І справді, вступ до «Марічки» ідентичний. Виявляється, те, що взято від народу, перевірено і відшліфовано роками, приречене на дивовижний успіх. Таке трапилося згодом з «Марічкою». Правда, музику я не «передер» один до одного, а змінив усе, окрім початку |

## Виконавці
Піню, зокрема, виконували Національний заслужений академічний український народний хор України імені Григорія Верьовки, гурт Гудаки, тріо «Крайня хата», співачка Оксана Муха, Тріо «Либідь»

## Текст пісні
На поточку-м прала,

На вербочку-м клала,

Поможи ми, пане Боже,

Що-м собі думала.

Я собі думала

Хлопця молодого,

А мене віддали

За діда старого.

Як ня віддавали,

Та так ми казали:

– Аби-сь, моя доню,

Діда честовала.

Я діда честую,

Честовати мушу.

Поможи ми, пане Боже,

Візьми з діда душу.

Візьми з діда душу

Та й повісь на грушу,

Аби старим знати,

Як молоду брати.